# Stade Jacques-Forestier
Le Stade Jacques-Forestier, localement appelé Stade Forestier, est un stade omnisports situé à Aix-les-Bains, dans le département de la Savoie, en France.
Le stade se compose principalement d'un terrain de football en son centre et d'une piste d'athlétisme de 400 m.
Il compte une tribune principale d'environ 1 000 places.
C'est le stade de l'Athlétique Sport Aixois (ASA) et d'Aix Football Club. Par ailleurs, le champion olympique Christophe Lemaitre s'entraîne sur la piste athlétique du stade.

## Localisation
L'équipement sportif est localisé rue Joseph Mottet à Aix-les-Bains, dans le quartier Lafin, au nord de la ville.

## Historique
Le stade est inauguré en 1973. Il porte le nom de Jacques Forestier, important rhumatologue de rang international, interniste et joueur international français de rugby à XV né à Aix.
En 1999, le stade dispose de nouvelles installations dont une piste Mondo qui le rend encore davantage attractif. 
En 2003, la pelouse du terrain est rénovée. 
Des travaux de réfection de la piste d'athlétisme débutent en octobre 2016 pour se terminer au printemps 2017.
Aujourd'hui, le complexe sportif est utilisé par le club de football communal, le Aix Football Club et par le club d’athlétisme, l'ASA (Athlétique Sport Aixois). 
Christophe Lemaitre, champion olympique en 2016, s'entraîne régulièrement à Aix sur la piste du stade. 
Par ailleurs, le stade sert aussi pour les cours d'éducation physique et sportive de certains groupes scolaires.

## Structure et équipements
Le stade comprend :
- 1 piste d'athlétisme de 400 m avec huit couloirs ;
- 1 plateau sportif en son centre avec sa pelouse d'une superficie de plus de 8 000 m2 ;
- 2 aires d'élan pour le lancer de javelot ;
- 2 plateaux de lancer de marteau et de disque ;
- 1 plateau de lancer de poids ;
- 1 tour avec chronométrage électrique.

Dans le bâtiment principal, on recense :
- 9 vestiaires et une infirmerie ;
- 1 salle de réception.

## Utilisations sportives du stade

### Événements sportifs
Des matchs sont régulièrement organisés au stade Jacques-Forestier depuis de nombreuses années. Par exemple, récemment, en juillet 2016, une rencontre internationale de football s'est produite avec un match opposant Montpellier Hérault Sport Club (Ligue 1) face au club anglais du FC Sunderland, pensionnaire de Premier League.
Des compétitions d'athlétisme sont aussi organisées comme en 2013 avec les Championnats Nationaux Interclubs des moins de 23 ans, par exemple.

### Par les clubs
L'Aix Football Club, fondé en 1927, utilise régulièrement le terrain lors de ses entraînements. 
D'autre part, l'Athlétique Sport Aixois, le club d'athlétisme de la ville créé en 1947, évolue dans ce stade, grâce à sa piste d'athlétisme. Composé de 1 200 membres en 2014, le club organise régulièrement des compétitions de cross et d'athlétisme au stade Jacques-Forestier.

### Par les enfants
Quelques établissements scolaires aixois utilisent le stade pour leurs pratiques sportives. L'école municipale des sports utilise également le site.